# William David Coolidge
William David Coolidge, né le 23 octobre 1873 à Hudson dans le Massachusetts et mort le 3 février 1975 dans l'État de New York, est un physicien américain.

## Biographie
Dans les premiers temps de son travail de chercheur pour la compagnie General Electric, il réalisa les expériences cruciales qui conduisirent à l'emploi du tungstène comme filament dans les ampoules électriques. En 1913, il inventa le tube de Coolidge, une cathode améliorée pour les machines à rayons X qui permettait une meilleure visualisation des structures anatomiques profondes et des tumeurs. Le tube de Coolidge, qui utilisait également un filament de tungstène, fut un progrès majeur pour la spécialité médicale alors naissante, la radiologie, et sa conception de base est toujours utilisée.
Coolidge commença à travailler comme chercheur à General Electric en 1905, puis devint ensuite directeur du General Electric Research Laboratory et vice-président de la compagnie. En 1975 il fut élu au National Inventors Hall of Fame, peu de temps avant sa mort à l'âge de 101 ans.